# Didier Digard
Didier Digard (Gisors, 12 de julho de 1986) é um ex-futebolista profissional e atual treinador francês que atuava como meia.

## Carreira
Didier Digard começou a carreira no Le Havre AC.